# Český etymologický slovník
Český etymologický slovník je etymologický slovník češtiny sestavený lingvistou Jiřím Rejzkem a vydaný v roce 2001 (opakovaně pak 2012 a 2015). Obsahuje cca 11 000 základních hesel, přibližně 21 000 odvozených slov a téměř 64 000 odkazů na slova jiných jazyků. Slovník je koncipován pro použití širokou veřejností, vzhledem ke své obsáhlosti a erudici je také vhodným zdrojem pro odbornou jazykovou obec. Vyšel jako kniha i na CD.

## Koncepce
Slovník obsahuje po předmluvě (s. 7–9) přehled jazyků (s. 9–20), kapitolu K jazykovým změnám (s. 21–31) na uvedení běžného čtenáře do problematiky přebírání slov a etymologických výkladů. Úvodní část je zakončena přehledem zkratek, vysvětlivek a značek spolu s vysvětlením některých lingvistických termínů (s. 32–37) a seznamem základní literatury (s. 38–39). Slovníková část (s. 43–752) obsahuje abecedně uspořádaná hesla (od „a“ po „zvyk“). U hesla je uvedena jeho původní podoba a původní význam, u původních českých slov i jejich podoby v dalších slovanských jazycích (hlavně v polštině, ruštině, chorvatštině, srbštině, a pokud je doložena, i v staroslověnštině). Dále je uvedena také rekonstruovaná praslovanská a protoindoevropská podoba.

## Autoři
Autorem slovníku je Jiří Rejzek, odborným recenzentem Eva Havlová, odbornou jazykovou spolupráci poskytli Sáva Heřman, Helena Kurzová a Olga Schulzová. Grafickou úpravu a přípravu obálky provedl Marek Jodas. Slovník vydalo nakladatelství Leda, spol. s r. o. ve Voznici (odpovědná redaktorka: Svatava Matoušková) a vytiskla Těšínská tiskárna v Českém Těšíně. Leda slovník opětovně vydala v nezměněné podobě v roce 2012, v rozšířeném vydání pak v roce 2015.